# Коршуново (Глазовский район)
 Коршуново  — деревня в Глазовском районе Удмуртии в составе  сельского поселения Понинское.

## География
Находится на расстоянии примерно 13 км на северо-восток по прямой от центра района города Глазов. 

## История
Известна с 1818 года как деревня с 18 дворами и 160 жителями. В 1873 года отмечалась как починок Шеснецкой или Коршуново, где было дворов 32 и жителей 445, в 1905 (деревня Шестнецкая  или Коршуново) 62 и 545, в 1924 (уже Коршуново) 56 и 415 (все удмурты). Работали  колхозы «1 Мая», «Восход», совхоз «Понинский».

## Население
Постоянное население  составляло 40 человек (удмурты 87%) в 2002 году, 11 в 2012.